# Pujo (állam)
Pujo (hangul: 부여, handzsa: 夫餘, RR: Buyeo, Puyŏ) i. e. 2. század és i. sz. 494 között létezett állam volt a Koreai-félszigettől északra, Mandzsúria területén, a Szunghua folyó felső és középső folyása mentén. Kodzsoszonnal együtt a koreai nép első ősi államai egyikének tartják. Pujo (Buyeo) valószínűleg már az i. e. 5. századtól létezett törzsi formában, és csak a 2. század környékére szerveződött állammá. 494-ben Kogurjo (Goguryeo) olvasztotta magába.

## Története
A törzsszövetségből Pujo (Buyeo) államszövetséggé fejlődött és i. sz. az 1. században már kínai feljegyzésekben is említik. 49 körül a pujói (buyeói) uralkodó a vang (wang) (király) címet viselte. Fénykorában határai kiterjedtek északon az Amur folyóig, keleten a mai orosz Tengermelléki határterületig, délen a Pektu (Baekdu)-hegyig, nyugaton pedig a Liao folyó felső folyásáig, a 3. századra azonban jelentősen zsugorodott a területe és mindössze 80 000 háztartásnyi lakosa volt. Az állam jó kapcsolatot ápolt a kínaiakkal, akik többször is védelmükbe vették és segítették a külső fenyegetésekkel szemben, cserébe pedig Pujo támogatta a kínai hadjáratokat Kogurjo (Goguryeo) ellen. Amikor a 300-as években a Csin-dinasztia meggyengült, Pujo (Buyeo) védtelenné vált a támadásokkal szemben és 370-re az ország Kogurjo (Goguryeo) befolyása alá került, végül 494-ben beolvadt.

## Társadalom
A király az ország középső részét irányította közvetlenül, ezen felül négy tartomány (사출도, sza cshuldo (sa chuldo)) volt, melyeket törzsi vezérek (가, ka (ga)) irányítottak. A király hivatalnokainak elnevezése teszadzsa (daesaja) (대사자), illetve szadzsa (saja) (사자) volt, a tartományi vezéreket is szadzsák (saják) szolgálták. Eleinte a ká (gá)kból álló tanács választotta vagy mondatta le a királyt, később azonban a királyi cím örökletessé vált. Pujo (Buyeo) elsősorban mezőgazdaságból és állattartásból élő állam volt, de lakói kiváló íjászok és lovasok is voltak egyben. Minden év 12. holdhónapjában fesztivált tartottak, ahol sámánisztikus szertartások, tánc és ének közepette mondtak köszönetet a szellemeknek. Pujo (Buyeo) patriarchális és poligám társadalom volt, szigorúan büntették a lopást, a gyilkosságot, nők esetében a házasságtörést és a féltékenységet is halállal büntették.